# El Oso Yogui: La película
El Oso Yogui: La película (Yogi Bear en idioma inglés) es la adaptación cinematográfica de la serie animada de Hanna-Barbera El show del Oso Yogui. La película mezcla animación por computadora e imagen real exhibida con tecnología tridimensional.
Su estreno en Estados Unidos fue el 17 de diciembre de 2010. Fue distribuida por Warner Bros. y se convirtió en la primera película de Hanna-Barbera que no contó con la asistencia de William Hanna ni Joseph Barbera, quienes fallecieron en el 2001 y en el 2006 respectivamente.
Con Eric Brevig como director y Donald De Line, Karen Rosenfelt y Tim Coddington como productores, el rodaje comenzó en noviembre de 2009. Dan Aykroyd protagonizó el filme dándole su voz al Oso Yogui, mientras que el cantante Justin Timberlake hizo lo mismo con su compañero el Oso Bubu. La cinta está precedida por un cortometraje en tres dimensiones de El Coyote y el Correcaminos titulado «Rabid rider».

## Argumento
Yogui (Dan Aykroyd) y Bubu (Justin Timberlake) son dos osos pardos que tienen una inclinación por robar cestas de pícnic de los visitantes de Jellystone Park, mientras que el guardabosques Smith (Tom Cavanagh) les impide hacerlo. Mientras tanto, el alcalde Brown (Andrew Daly) se da cuenta de que su ciudad se enfrenta a una crisis financiera debido al despilfarro de su parte. Para solucionarlo y financiar su campaña electoral para ser el próximo gobernador del estado, el alcalde decide encontrar algún lugar donde ganar dinero, y así es que escoge Jellystone, el parque donde viven los osos. El parque es seleccionado como un sitio de registro, y Jellystone se cierra. Ahora al ver que su casa está en peligro de ser destruido, le toca a Yogui y Bubu, junto con el guardabosques Smith y una documentalista llamada Rachel (Anna Faris), para salvar el parque. Para evitar que el parque se cierre, Smith organiza un festival por el centenario del parque, donde espera obtener un beneficio vendiendo pases de temporada. Para sabotear el esfuerzo, el alcalde Brown juega con el guardabosques auxiliar Jones, ambición que se guarda la cabeza y le promete la posición si los fondos no se plantean. Yogui había prometido a Smith para mantenerse fuera de la vista durante el festival, pero Jones lo convence de seguir adelante con un plan de ayuda. Yogui trata de complacer a la multitud con un esquí acuático de rendimiento que va mal cuando inadvertidamente pone su capa en el fuego. En el caos que siguió, la capa de fuego cayó sobre los fuegos artificiales y se lanzaron antes de tiempo provocando destrozos, el lanzamiento de ellos hacia el público reunido que termina huyendo en pánico, Smith culpa a Yogui y a Bubu por arruinar el festival. Después de que Jellystone se cierra, Smith se ve obligado a permanecer en Evergreen Park, un pequeño enclave urbano que se atragantó por la basura y la contaminación. Smith, Rachel, Yogui y Bubu idean un plan para detener la venta de Jellystone. Ellos aprenden que Bubu tiene como mascota una tortuga que es una especie rara, lo que significa que el parque no puede ser destruido con la tortuga ahí. Brown descubre y ordena a sus guardias a secuestrar a la tortuga para que pueda cortar todos los árboles de Jellystone y confiesa a Yogui, Smith, Rachel, y Bubu, que no le importa la ley y quiere el poder más de lo que es lo mejor para la gente y el medio ambiente. Sin embargo, Rachel ya había puesto una cámara de vídeo en el corbatín de Bubu, como parte del documental que más tarde se registró la sincera confesión del alcalde. La tortuga se escapa y el asistente del alcalde, mediante el uso de su rana como la lengua a rehacerse en el bosque desde el coche. Durante el acto de campaña de Brown, Yogui y Bubu distraen a la guardia del alcalde para que Smith pueda subir la involuntaria confesión del alcalde a la pantalla gigante. Cuando el alcalde vuelve a llamar la atención, muestra en la pantalla imágenes de su campaña positiva que luego se corta para poner un video del mismo y mostrar al público sus verdaderos sentimientos. Su confesión se juega en los programas de televisión y la policía detiene a Brown y su jefe de personal que se encuentra que no hay tortugas raras, cuando la tortuga se revela a la gente. Smith consigue nuevamente su puesto de trabajo y Jellystone se salva.

## Reparto

### Actor original
- Dan Aykroyd como el actor de movimiento y voz del Oso Yogui.
- Justin Timberlake como actor de movimiento y voz del Oso Bubu.
- Tom Cavanagh como el guardabosques Smith.
- Anna Faris como Rachel Johnson (documentalista).
- T. J. Miller como el guardabosques Jones.
- Andrew Daly como el alcalde Brown.
- David Scott como el asistente del alcalde.
- Josh R. Thompson como el narrador.

### Actor de doblaje
- Octavio Rojas: El Oso Yogui
- Víctor Ugarte: Bubu
- Christine Byrd: Rachel
- Jorge Roig Jr.: Guardabosques Smith
- Héctor Emmanuel Gómez: Guardabosques Jones
- Mario Filio: Alcalde Brown
- Javier Olguín: Asistente del alcalde
- Francisco Colmenero: Narrador
- Roberto Molina: Insertos

## Producción
La película se filmó en Nueva Zelanda, en la ciudad de Auckland y en la reserva natural "Whakamaru", ubicada en la meseta central de la Isla Norte.